# Gregorio II Youssef-Sayour
Gregorio II, nato Hanna Youssef-Sayour (Rosetta, 27 ottobre 1823 – Damasco, 13 luglio 1897), è stato un patriarca cattolico egiziano, eparca di Akka e tredicesimo patriarca della Chiesa melchita.

## Biografia
Hanna Youssef-Sayour nacque il 27 ottobre 1823 a Rosetta, nei pressi di Alessandria, in Egitto. Nel 1840, all'età di 16 anni, entrò nell'ordine Basiliano del Santissimo Salvatore dei Melchiti. Nel 1844 iniziò i suoi studi nel seminario gesuita di Kesrouane in Libano. Proseguì i suoi studi di filosofia e di teologia a Roma, dal 1847 al 1856, nel Pontificio collegio greco presso la chiesa di Sant'Atanasio; qui fu ordinato prete l'11 giugno 1854.
Ritornato in patria, fu scelto dal neoeletto patriarca Clemente I Bahous a succedergli sulla sede di Akka; fu consacrato vescovo dallo stesso patriarca il 13 novembre 1856.
Durante il suo episcopato Youssef dovette affrontare soprattutto tre questioni: il malcontento all'interno della Chiesa melchita per l'introduzione operata da Clemente I del calendario gregoriano al posto di quello giuliano; un conseguente breve scisma sostenuto dalla Chiesa ortodossa russa; e la delicata questione della divisione tra il monaci dell'ordine Basiliano. Youssef rimase rigorosamente neutrale sul calendario, ma indirizzò tutte le sue energie per combattere lo scisma.
Le tensioni all'interno della Chiesa melchita costrinsero il patriarca Clemente I a chiedere a Roma il permesso di abdicare; ottenuta la necessaria autorizzazione della Santa Sede, il 24 settembre 1864 fu convocato il Santo Sinodo della Chiesa melchita, dove il patriarca annunciò le sue dimissioni, ed il 29 settembre fu eletto Hanna Youssef-Sayour, che prese il nome di Gregorio II. La sua elezione fu confermata da papa Pio IX il 27 marzo 1865.
Una volta eletto patriarca Gregorio ha lavorato per riportare la pace nella comunità melchita e sanò con successo lo scisma. Operò inoltre per migliorare le istituzioni ecclesiastiche melchite: fondò il Collegio Patriarcale a Beirut nel 1865 e quello di Damasco nel 1875; riaprì il Seminario melchita di Ain Traz nel 1866; promosse la costituzione del seminario di Sant'Anna a Gerusalemme nel 1882 per la formazione del clero melchita, affidata ai Padri Bianchi.
Inoltre, grazie all'emancipazione ottenuta dalla sua Chiesa, Gregorio poté operare per migliorarne le condizioni generali. Promosse ed incoraggiò una più proficua partecipazione dei laici alla vita della Chiesa e nell'amministrazione della cosa pubblica. Si interessò, per primo, ai melchiti emigrati in America. Nel 1889 inviò padre Ibrahim Beshawate dell'Ordine Basiliano Salvatoriano di Sidone a New York per la cura pastorale della locale comunità siriana. Secondo lo storico Philip Hitte, Beshawate è stato il primo sacerdote delle Chiese orientali che abbia soggiornato in modo permanente negli Stati Uniti.
Gregorio fu un notevole sostenitore dell'ecclesiologia orientale durante il Concilio Vaticano I. In due discorsi tenuti il 19 maggio ed il 14 giugno 1870 sottolineò l'importanza di conformarsi alle decisioni del Concilio di Firenze e di non adottare idee innovative circa il primato papale, come l'infallibilità. Prevedeva infatti che una definizione dogmatica dell'infallibilità del papa avrebbe avuto un impatto negativo sulle relazioni con la Chiesa ortodossa orientale; in questo modo Gregorio divenne uno degli avversari di primo piano dell'infallibilità. Egli inoltre difese nelle assisi conciliari i diritti ed i privilegi dei patriarchi orientali sulla base degli antichi concili ecumenici.
Nel suo discorso del 19 maggio, il patriarca dichiarò che « la definizione dell'infallibilità potrebbe distruggere completamente la costituzione dell'intera Chiesa greca. Questo è il motivo per cui la mia coscienza di pastore si rifiuta di accettare questa costituzione ». Gregorio fu così tra coloro che si rifiutarono di firmare la costituzione dogmatica dell'infallibilità papale Pastor Aeternus, dichiarando il suo non placet; fecero lo stesso altri due dei sette vescovi melchiti presenti al concilio. Tuttavia, in seguito, a concilio concluso, il patriarca e i due vescovi melchiti contrari alla Pastor Aeternus, ne accettarono i contenuti, ma con la clausola fatti salvi i diritti e i privilegi dei patriarchi orientali.
Se difficili furono i rapporti con Pio IX, nettamente migliori furono quelli con il successivo papa Leone XIII, molto più attento alla sensibilità e alle prerogative delle Chiese orientali, manifestate dal pontefice nel documento Orientalium Dignitas del 1894.
Gregorio morì a Damasco il 13 luglio 1897, dopo oltre 32 anni di patriarcato.

## Genealogia episcopale e successione apostolica
La genealogia episcopale è:
- Vescovo Filoteo di Homs
- Patriarca Eutimio III di Chios
- Patriarca Macario III Zaim
- Vescovo Leonzio di Saidnaia
- Patriarca Atanasio III Dabbas
- Vescovo Néophytos Nasri
- Vescovo Efthymios Fadel Maalouly
- Patriarca Cirillo VII Siage, B.S.
- Patriarca Agapio III Matar, B.S.
- Patriarca Massimo III Mazloum
- Patriarca Clemente I Bahous, B.S.
- Patriarca Gregorio II Youssef-Sayour, B.S.

La successione apostolica è:
- Vescovo Agapio Dumani, B.S. (1864)
- Vescovo Basilios Nasser (1869)
- Arcivescovo Basilios Haggiar, B.S. (1871)
- Arcivescovo Meletios Fakkak (1876)
- Vescovo Basilios Moussaddyeh (1880)
- Vescovo Ignatius Malluk (1881)
- Patriarca Cirillo VIII Geha (1885)
- Patriarca Pietro IV Geraigiry (1886)
- Arcivescovo Germanos (Ignatius) Muʿaqqad (1886)
- Arcivescovo Euthymios Zulhof, B.S. (1886)
- Vescovo Athanase Sabbagh (1894)
- Vescovo Agapitos Malouf, B.C. (1896)
- Vescovo Joseph Dumáni, B.S. (1897)